# Medal of Honor (videogioco 1999)
Medal of Honor è il primo titolo della serie di videogiochi Medal of Honor. È stato pubblicato per PlayStation nel novembre del 1999. La trama è stata scritta dal regista Steven Spielberg e le musiche dal compositore Michael Giacchino.

## Trama

### Missione 1: Rescue the G3 officer
Jimmy Patterson, appena reclutato dall'OSS, viene paracadutato in Francia dietro le linee nemiche. Il suo compito è quello di soccorrere un ufficiale americano precipitato con il suo aereo e recuperare i documenti che portava con sé.

### Missione 2: Destroy the Mighty Railgun Greta
Nelle vesti di un ufficiale tedesco, Patterson viene infiltrato in uno scalo ferroviario dietro le linee tedesche. Deve scovare e distruggere un cannone su rotaie che bombarda la Manica e che la RAF non è riuscita a distruggere.

### Missione 3: Scuttle Das Boot
Verso la fine del luglio 1944, l'OSS scopre che i tedeschi hanno appena finito di costruire un nuovo tipo di U-Boot, più silenzioso e letale di qualsiasi altro sommergibile tedesco in circolazione. Patterson viene quindi inviato nel cantiere navale da dove l'U-Boot sta per salpare per rubare i progetti del sottomarino e salirvi a bordo. Una volta imbarcato deve aspettare che si sia allontanato abbastanza dalla costa per eliminare l'equipaggio e consegnare l'U-Boot alla nave HMS Belfast.

### Missione 4: Attack on Impenetrable Fort Schmerzen
Nel settembre 1944, gli alleati hanno ormai liberato la maggior parte della Francia e si apprestano ad invadere la Germania, ma c'è ancora un ostacolo sulla loro strada: il Forte Schmerzen. L'OSS invia quindi Patterson in avanscoperta per infiltrarsi nel forte, scoprire cosa succede all'interno e sabotare le difese tedesche.

### Missione 5: The Rjukan Hydro Plant
Questa volta Patterson viene inviato in Norvegia a sabotare l'impianto tedesco di produzione dell'acqua pesante, un elemento fondamentale per la costruzione della bomba atomica.

### Missione 6: Capture the Secret German Treasure
Durante la loro ritirata dalla Francia e dal resto d'Europa i tedeschi hanno rubato alcune tra le più importanti opere d'arte della storia e le hanno nascoste in una miniera di sale vicino Altaussee, in Austria. Dopo averlo scoperto, l'OSS vi invia Patterson per impedire che le SS facciano saltare in aria la miniera con tutte le opere d'arte.

### Missione 7: Destroy the V-2 Rocket
Nel febbraio del 1945 le V1 e le V2 sono ormai diventate una minaccia per l'Inghilterra. Patterson, per la sua ultima missione, viene quindi inviato a sabotare la fabbrica e gli impianti di lancio di V1 e V2.

## Modalità di gioco
Il giocatore si deve calare nei panni del tenente Jimmy Patterson, un ufficiale dell'OSS, per affrontare una serie di missioni dietro le linee tedesche tra gli anni 1944-1945 durante la seconda guerra mondiale. L'obiettivo è quello di completare una serie di missioni articolate in sette livelli per ognuna delle quali viene assegnato un punteggio in base alla prestazione fornita. Se per ogni livello di ogni missione si raggiunge la valutazione massima si ha diritto ad una medaglia alla fine della missione stessa, sbloccando inoltre un trucco.
Il gioco comprende anche una modalità multiplayer dove i due giocatori si possono affrontare in diversi scenari che ricalcano le ambientazioni delle missioni.
Nel gioco sono disponibili alcune tra le armi in uso nella seconda guerra mondiale, quali ad esempio:
- Colt M1911
- Browning Automatic Rifle
- M1 Garand
- M1903/A5 Springfield
- MP40
- Thompson submachine gun

## Accoglienza
Nel 2013 IGN pubblica la lista dei 100 migliori sparatutto in prima persona scelti dai suoi esperti, dove Medal of Honor risulta al 20º posto.
Secondo IGN, «L'impatto che Medal of Honor ha avuto sui videogiocatori amanti degli sparatutto è difficile da constatare. Con una trama scritta da Steven Spielberg e le musiche di Michael Giacchino, il gioco quasi da solo ha dato il via alla pazzesca serie di giochi sparatutto sulla seconda guerra mondiale che caratterizzerà il decennio successivo. Una trama profonda, superbamente effettuata, lunghe e interessanti missioni che ricordano GoldenEye e armi realistiche hanno permesso a Medal of Honor di stare sopra qualsiasi sparatutto in prima persona per la PlayStation.».